# ريد ستيفنز
ريد ستيفنز (بالإنجليزية: Red Stephens)‏ هو لاعب كرة قدم أمريكية أمريكي، ولد في 10 مايو 1930 في دنفر في الولايات المتحدة، وتوفي في 6 أبريل 2003 في بلاسيتاس ساندوفال مقاطعة في الولايات المتحدة.

## وصلات خارجية
- ريد ستيفنز على موقع مرجع كرة القدم المحترفة.كوم (الإنجليزية)